# Motorenfabrik München-Sendling

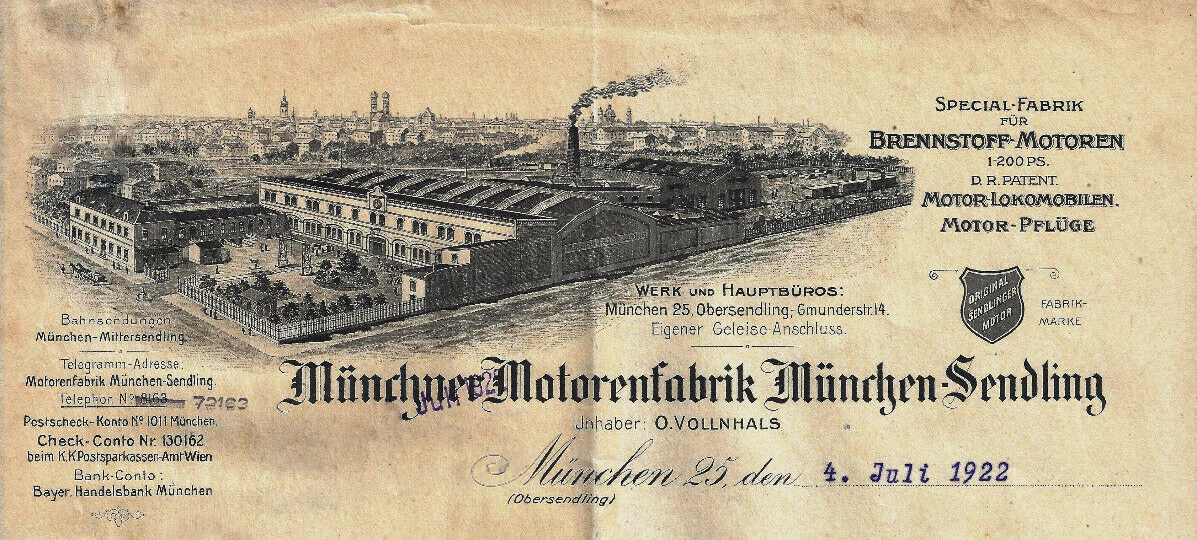
Briefkopf der Motorenfabrik München-Sendling aus dem Jahr 1922

Die Motorenfabrik München-Sendling war ein 1899 von Otto Vollnhals gegründetes Unternehmen der Maschinenbaubranche in München. Das Unternehmen war eine der ersten Motorenfabriken in Deutschland und der erste Motorenhersteller Bayerns, das Standmotoren, Ackerschlepper, Motorlokomobile und Motorpflüge in industrieller Produktion fertigte. Aufgrund von Absatzproblemen stellte die Motorenfabrik München-Sendling den Betrieb im Jahr 1964 ein. Der Motorenbauer Hanns Häusler in Baierbrunn produzierte verschiedene Motorenbaureihen aus Sendling weiter, bis die Herstellung um 1965 gänzlich eingestellt wurde.

## Geschichte
Das Unternehmen bezeichnete sich selbst als Special-Fabrik für Brennstoffmotoren. Noch im Gründungsjahr begann das Unternehmen in den Werkstätten an der Forstenrieder Straße in München mit der Produktion einer liegenden Einzylinder-Verbrennungsmaschine, die die Grundlage des eigenen Motorenbaus darstellte und dessen Erfolg begründete. Diese erste Konstruktion verfügte bereits über Magnetzündung und Oberflächenvergaser und eignete sich für die Verbrennung von Benzin und Leuchtgas. Aufgrund des wirtschaftlichen Erfolgs konnte das Unternehmen schon im Jahr 1903 eine neue und erweiterte Betriebsstätte in der Gmunder Straße 14–16 in München beziehen. Bereits acht Jahre nach Gründung beschäftigte die Motorenfabrik München-Sendling mehr als 200 Mitarbeiter. Im Jahr 1922 warb das Unternehmen im Briefkopf mit einem Leistungsangebot im Motorenbau von bis zu 200 PS.

## Produkte
Während in den Anfangsjahren der Bau von Standmotoren im Fokus der Produktion stand, widmete sich das Unternehmen in den Kriegsjahren 1914–1918 auch der Entwicklung von Ackerschleppern. Daimler-Benz kooperiert in den frühen 1920er Jahren mit der Motorenfabrik München-Sendling und baut ab 1922 den Ackerschlepper Benz-Sendling vom Typ S6, von dem bis Anfang der 1930er Jahre 1188 Einheiten produziert wurden. Der Schlepper war mit einem Zweizylinder-Dieselmotor ausgerüstet, der 27 PS leistete. Dieser Traktor gilt als erstes in Serie produziertes Dieselfahrzeug der Welt – noch vor der Serienproduktion von Diesel-Lkw und Diesel-Pkw.